# Thomas Townshend

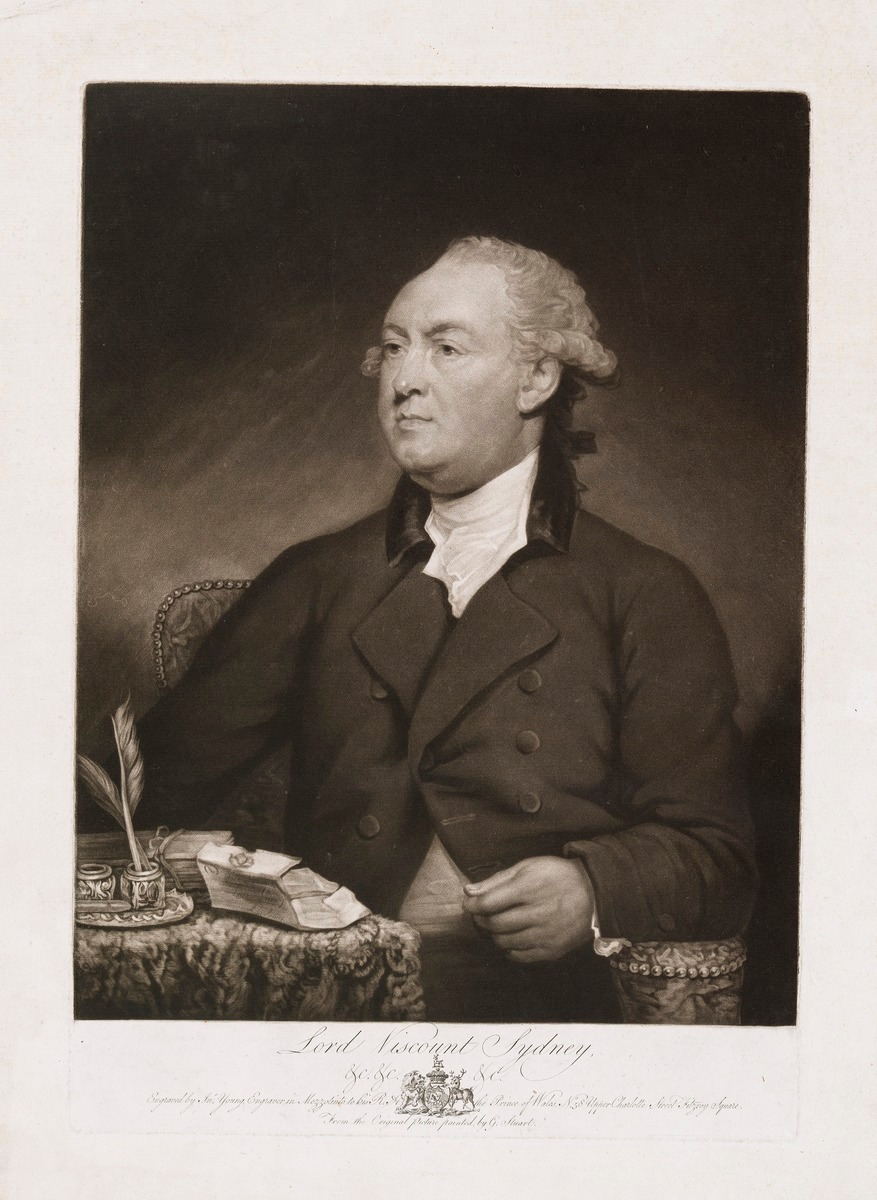
Thomas Townshend

Thomas Townshend, Lord Sydney (24 de febrero de 1732, Frognal House, en Sidcup, Kent (Reino Unido)-30 de junio de 1800) fue un político británico que desempeñó varios puestos importantes en el gabinete en la segunda mitad del siglo XVIII. Su legado más perdurable es, probablemente, el nombre de las ciudades nominadas en su honor: Sídney, Australia y Sydney (Nueva Escocia) en Canadá.

## Biografía
Fue elegido a la Cámara de los Comunes del Reino Unido del partido Whig en 1754, del pueblo Whitchurch, Hampshire, hasta su ascenso a la nobleza en 1783. Inicialmente se alineó con su tío, el duque de Newcastle, pero más tarde se unió a William Pitt, en oposición a George Grenville.
- Datos: Q332533
- Multimedia: Thomas Townshend, 1st Viscount Sydney / Q332533